# Marktbreit
Marktbreit è una città tedesca di 3 961 abitanti, situata nel land della Baviera.

## Storia
Sorge poco distante dal centro di questo comune un sito archeologico scoperto recentemente, e databile all'epoca delle grandi conquiste in Germania da parte di Augusto. Si tratta di un grande accampamento militare romano di legione.